# Tritoniopsis burchellii
Tritoniopsis burchellii là một loài thực vật có hoa trong họ Diên vĩ. Loài này được (N.E.Br.) Goldblatt miêu tả khoa học đầu tiên năm 1990.